# Chris Poland
Pour les articles homonymes, voir Poland.
Chris Poland est un guitariste américain, ancien membre du groupe Megadeth né le 1er décembre 1957.

## Biographie
Chris Poland a exercé ses premiers talents de guitariste dans un groupe de jazz/rock appelé Welkin, alors qu'il est au lycée de Dunkirk (État de New York).

De 1977 à 1982, il officie au sein du groupe the New Yorkers, dans lequel il fait la connaissance du batteur Gar Samuelson, avec lequel il se liera d'amitié.
Les deux hommes rejoindront le groupe Megadeth en 1984, qui n'arrive alors pas à trouver une composition stable. Ils participeront au premier album : Killing Is My Business... and Business Is Good! en 1985, ainsi qu'à Peace Sells... but Who's Buying?, qui marquera le premier succès du groupe. Durant son implication dans Megadeth, Chris Poland s'est illustré par sa maitrise du legato et sa vitesse de jeu. Marty Friedman, guitariste soliste du groupe à partir de 1990 (qui a dû apprendre certains morceaux des premiers albums), a déclaré avoir "détesté se tordre les doigts en jouant ses solos" et considérer Chris Poland comme un guitariste incroyable.
Mais la stabilité du groupe est mise à mal par sa trop grande consommation de drogue. Gar Samuelson et Chris Poland sont mis à la porte par Dave Mustaine en 1987. Chris est accusé d'avoir vendu du matériel pour s'acheter de la drogue.
Il suit alors avec succès une cure de désintoxication et rejoint pour quelque temps le groupe de punk hardcore Circle Jerks en tant que bassiste.
En 1990, il publie avec l'aide de son frère Mark son premier album solo Return to Metalopolis et fonde avec lui le groupe Damn the Machine, qui ne publiera qu'un album éponyme en 1993. Le groupe changera de nom en Mumbo's Brain après le départ du chanteur et publiera un album sous ce nom. En 2000, Chris Poland publie deux albums en solo : Chasing the Sun & Rare Trax.
Depuis son départ de Megadeth en 1987, Chris a plusieurs fois été contacté par Dave Mustaine pour réintégrer le groupe, mais il a toujours refusé, préférant se consacrer à sa carrière solo. Néanmoins, il accepte l'invitation de Dave lorsqu'il le recontacte en 2004, (alors qu'il tente de reformer Megadeth) pour participer à l'enregistrement de The System Has Failed.
Il a par ailleurs été invité par le groupe Lamb of God à participer aux albums As the Palaces Burn (2003) et Ashes of the Wake (2004).
Chris Poland joue actuellement avec OHM, groupe qu'il a créé avec le bassiste Robertino Pagliari et le batteur Kofi Baker, qui a sorti deux albums à ce jour.

## Discographie
- Killing Is My Business... and Business Is Good! (1985, avec Megadeth)
- Peace Sells... but Who's Buying? (1986 avec Megadeth)
- Return to Metalopolis (1990, en solo)
- Damn the Machine (1993, avec Damn the Machine)
- Exerpts for the Book of Mumbo (1995 avec Mumbo's Brain)
- Chasing the Sun (2000, en solo)
- Rare Trax (2000, en solo)
- OHM (2003, avec OHM)
- The System Has Failed (2004, avec Megadeth)
- Amino Acid Flashback (2005, avec OHM)